# BAS-kontoplan
BAS-kontoplanen är en kontoplan för bokföring.
BAS-kontoplanen utvecklades av Svenska Arbetsgivarföreningen (SAF) och Industriförbundet och publicerades första gången 1976. Sedan 1995 ansvarar en särskild organisation, BAS-kontogruppen i Stockholm AB, för underhåll och publicering av kontoplanen. Kontoplanen används numera av många företag och andra organisationer med redovisningsskyldighet i Sverige. BAS-kontoplanen finns anpassad för flera branscher och har även varit grunden för kontoplaner som används i statlig och kommunal verksamhet. Tillverkare av bokföringsprogram använder sig av formatet liksom Skattemyndigheten för uppgiftslämnande från företag (via så kallade SRU-koder, Standardiserat Räkenskapsutdrag).

## Historik
Föregångaren till BAS-kontoplanen var den av Sveriges Mekanförbund på 1940-talet utvecklade M-kontoplanen. Kontoplanen utvecklades ursprungligen av en arbetsgrupp tillsatt av Svenska Arbetsgivareföreningen och Sveriges Industriförbund. Ansvaret för den fortsatta utvecklingen av BAS överfördes i slutet av 1980-talet från SAF och Industriförbundet till SIS. 1995 blev Industriförbundet återigen ansvarig för BAS. I oktober 2000 bildades den ideella föreningen BAS-intressenternas Förening, vilken sedan dess ensamt äger BAS-kontogruppen i Stockholm AB.
Den första upplagan (BAS 76) utgavs i samband med att en ny bokföringslag infördes 1976. Den antogs senare som svensk standard av Svenska institutet för standarder (SIS). Sedan skedde uppdateringar 1981 (BAS 81), 1990 (BAS 90), 1995 (BAS 95) och 1996 (BAS 96).
När ny årsredovisningslag infördes 1996, korrigerades även BAS-kontoplanen (EU BAS 97) och uppdaterades 1998 (EU BAS 99).
BAS 96 (som var anpassad till de särskilda lagbestämmelser som tidigare gällde för vissa typer av företag) och EU BAS 99 ersattes 2000 av BAS 2000. Från och med 2003 uppdateras BAS-kontoplanen årligen och får namn efter respektive år.
I samband med utgivningen av BAS 76 ville SAF och Industriförbundet även stimulera till en bättre internredovisning i de mindre företagen, kopplade till affärsredovisningen i BAS-kontoplanen. Två huvudmodeller togs fram, så kallad sidokopplad objektsredovisning respektive 48-metoden. Dessa koncept publicerades i två kompletterande böcker, BAS-internredovisning respektive BAS-praktikfall. Denna del av baskonceptet har dock inte kommit att utvecklas vidare därefter.

## Struktur
Kontoplanen enligt BAS-kontoplanerna är upplagd så att varje konto har fyra siffror. Den första siffran anger kontoklass. De följande siffrorna används för mer noggrann uppdelning, där den andra siffran anger kontogrupp, den tredje siffran huvudkonto och den fjärde siffran underkonto.

### Indelning enligt nuvarande BAS (före detta EU BAS)
- 1xxx: Tillgångar uppdelade som 10xx immateriella anläggningstillgångar, 11xx-12xx materiella anläggningstillgångar, 13xx finansiella anläggningstillgångar (långfristiga fordringar), 14xx varulager med mera, 15xx-17xx kortfristiga fordringar, 18xx kortfristiga placeringar, 19xx kassa och bank.
- 20xx: Eget kapital, 21xx obeskattade reserver, 22xx avsättningar, 23xx långfristiga skulder, 24xx-29xx kortfristiga skulder.
- 3xxx: Intäkter uppdelade som 30xx-37xx nettoomsättning, 38xx-39xx övriga intäkter.
- 4xxx: Kostnader för varor, material och vissa köpta tjänster.
- 5xxx-6xxx: Övriga externa rörelsekostnader.
- 70xx-76xx: Personalkostnader, 77xx nedskrivningar, 78xx avskrivningar, 79xx övriga rörelsekostnader.
- 8xxx: Finansiella poster (exempelvis ränte-/valutaintäkter/-utgifter), bokslutsdispositioner, skatt och årets resultat.
- 0xxx och 9xxx: Interna konton

### Indelning enligt den ursprungliga BAS
- 1xxx: Tillgångar uppdelade som 10xx kassa och bank, 11xx kortfristiga placeringar, 12xx-14xx kortfristiga fordringar, 15xx varulager med mera, 16xx finansiella anläggningstillgångar (långfristiga fordringar), 17xx immateriella anläggningstillgångar, 18xx-19xx materiella anläggningstillgångar.
- 20xx-26xx: Kortfristiga skulder, 27xx långfristiga skulder och avsättningar, 28xx obeskattade reserver, 29xx eget kapital.
- 3xxx: Intäkter uppdelade som 30xx-37xx nettoomsättning, 38xx-39xx övriga intäkter.
- 4xxx: Kostnader för varor, material och vissa köpta tjänster.
- 5xxx: Personalkostnader.
- 60xx-77xx: Övriga externa rörelsekostnader, 78xx övriga rörelsekostnader och nedskrivningar, 79xx avskrivningar.
- 8xxx: Finansiella poster (exempelvis ränte-/valutaintäkter/-utgifter), bokslutsdispositioner, skatt och årets resultat.
- 0xxx och 9xxx: Interna konton.

## Konteringsinstruktioner
Hur kontona i BAS-kontoplanen ska användas framgår av de konteringsinstruktioner som anges i "Bokföringsboken" som årligen tas fram av BAS-intressenternas Förening.